# Darhan járás
Darhan járás (mongol nyelven: Дархан сум) Mongólia Hentij tartományának egyik járása. Területe 4454 km². Népessége kb. 2200 fő.
Székhelye, Darhan (Дархан) 137 km-re fekszik Öndörhán tartományi székhelytől.